# 岩佐まもる
岩佐 まもる（いわさ まもる、1973年 - ）は、日本のライトノベル作家。1999年に「ダンスインザウィンド」でスニーカー大賞優秀賞を受賞した。

## 作品リスト

### オリジナル作品
- 翔竜伝説（1999年6月 - 2000年1月 角川スニーカー文庫 全2巻）
- ブルースター・ロマンス（2000年10月 - 2002年8月 角川スニーカー文庫 全2巻）
- ブルースター・シンフォニー（2003年3月 - 4月 角川スニーカー文庫 上下巻）
- MiX!（2010年6月 - 2011年12月 角川スニーカー文庫 全5巻）

### ノベライズ
- コードギアス 反逆のルルーシュ（2007年5月 - 2008年3月 角川スニーカー文庫 全5巻）
- コードギアス 反逆のルルーシュ 朱の軌跡（2008年4月 角川スニーカー文庫）
- コードギアス 反逆のルルーシュR2（2008年6月 - 2009年3月 角川スニーカー文庫 全4巻）
- コードギアス 反逆のルルーシュR2 ナイトオブクラウン（2009年1月 角川スニーカー文庫）
- テイルズ オブ ヴェスペリア（2009年2月 - 2010年1月 角川スニーカー文庫 全4巻）
- ラストエグザイル-銀翼のファム-（2011年11月 - 2012年1月 角川スニーカー文庫 全2巻）
- ROBITICS;NOTES（2012年10月 - 2013年4月 角川スニーカー文庫 全3巻）
- 七つの大罪 セブンデイズ（2014年12月 講談社ラノベ文庫／2016年10月 KCデラックス）
- リトルノア Tale of school days（2016年2月 カドカワBOOKS）
- 小説 恋と嘘 恋を知らない少女（2018年4月 KCデラックス）
- 泣きたい私は猫をかぶる（2020年5月 角川文庫／2020年6月 角川つばさ文庫）
- こども六法ノベル その事件、こども弁護士におまかせ!（2022年7月 KADOKAWA単行本）
- 雨を告げる漂流団地（2022年8月 角川文庫／2022年9月 角川つばさ文庫）
- 屋根裏のラジャー（2023年10月 角川文庫／2023年11月 角川つばさ文庫）
- 魔法のない世界で生きるということ（原案：秋鷲、2023年10月 KADOKAWA単行本）
- 好きでも嫌いなあまのじゃく（2024年5月 角川文庫）
- アニメ映画 がんばっていきまっしょい（2024年9月 角川つばさ文庫）

### 短編小説
- ウニトローダの恩返し（『ウルトラQ dark fantasy』収録）
- 道化師たちの夜（『ガンダムNOVELS―閃光となった戦士たち』収録）